# Nakajima Ki-115
Le Nakajima Ki-115 Tsurugi (剣, « Sabre ») est un avion kamikaze monoplace développé par le Service aérien de l'Armée impériale japonaise en 1945, à la fin de la Seconde Guerre mondiale. La Marine impériale japonaise surnommait cet avion Tōka (藤花, « Fleur de Wisteria »).
Le Ki-115 étant un avion destiné uniquement à servir aux attaques suicides (kamikazes), sa constitution et son équipement étaient donc limités au strict minimum, le rendant très difficile à manœuvrer. La guerre se termina avant qu'il ne soit envoyé au combat. Pris séparément, ces avions auraient été des armes plutôt inefficaces, mais utilisés en vagues de centaines ou de milliers d'appareils, ils auraient pu se montrer dévastateurs.

## Contexte historique
Le but initial de cet avion était de servir aux attaques kamikazes sur les navires alliés qui devaient envahir le Japon (opération Downfall), une invasion qui n'aura finalement pas lieu.
En raison de la croyance du haut-commandement japonais, que le Japon ne disposait pas suffisamment d'avions obsolètes pouvant être utilisés pour des attaques kamikazes, il fut décidé de produire rapidement un grand nombre d'avions-suicides simples et peu coûteux avant l'invasion du Japon.

## Construction
L'avion était très rustique, étant construit avec des matériaux « non-stratégiques » (principalement du bois et de l'acier). Pour l'alléger, il était équipé d'un train d'atterrissage largable (puisqu'il n'était pas prévu qu'il revienne), un simple châssis de tubes d'acier soudés était ainsi fixé à l'appareil. Cela le rendait cependant très difficile à manœuvrer au sol, et un absorbeur de chocs rudimentaire fut alors incorporé. La section transversale du fuselage était circulaire et non elliptique, comme sur la plupart des avions de cette taille et de ce type, un tel fuselage étant plus facile à produire.
Le Ki-115 disposait de très peu d'instruments de bord : un palonnier, un manche à balai, et une radio. Les commandes se faisaient grâce à des ailerons, des stabilisateurs et (dans les versions produites) des volets. Il était conçu pour pouvoir utiliser n'importe quel moteur disponible pour faciliter la construction et la motorisation, et pour absorber les stocks de moteurs obsolètes du Japon datant des années 1920 et 1930. L'avion initial, le Ki-115a, était équipé d'un moteur en étoile Nakajima Ha-35 de 860 kW. On ignore si un autre moteur a été équipé sur cet avion. Après des tests, la première série de production fut équipée de trains d'atterrissage améliorés et de deux fusées. Celles-ci devaient servir d'assistance au décollage ou à effectuer l'accélération finale sur la cible,.

## Performances

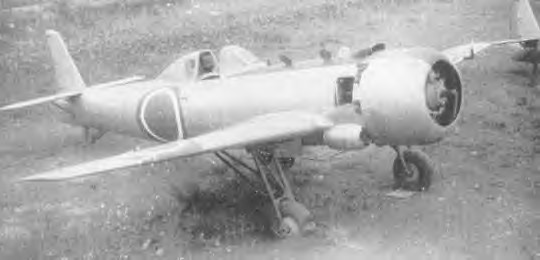
Un Ki-115 peu de temps après la guerre. L'hélice a été retirée.

L'avion avait une vitesse de pointe de 550 km/h et pouvait transporter une bombe de 800 kg, bien suffisante pour fendre un navire de guerre en deux. Cependant, il ne disposait d'aucune autre arme, et alourdi par sa bombe, il était une cible facile pour les chasseurs ennemis.
Les commandes étaient rudimentaires, la visibilité très mauvaise, et les performances épouvantables. Le Ki-115 était difficile à faire décoller et encore plus à faire atterrir, et ne pouvait être piloté en toute sécurité que par des aviateurs expérimentés. Des accidents fatals eurent lieu pendant les tests et les entraînements. Cependant, de nouvelles versions améliorées, avec un meilleure contrôle des commandes et une meilleure visibilité étaient en développement. Le haut commandement japonais planifiait de construire 8 000 de ces avions chaque mois dans des ateliers répartis dans tout le Japon.

## Exemplaires survivants

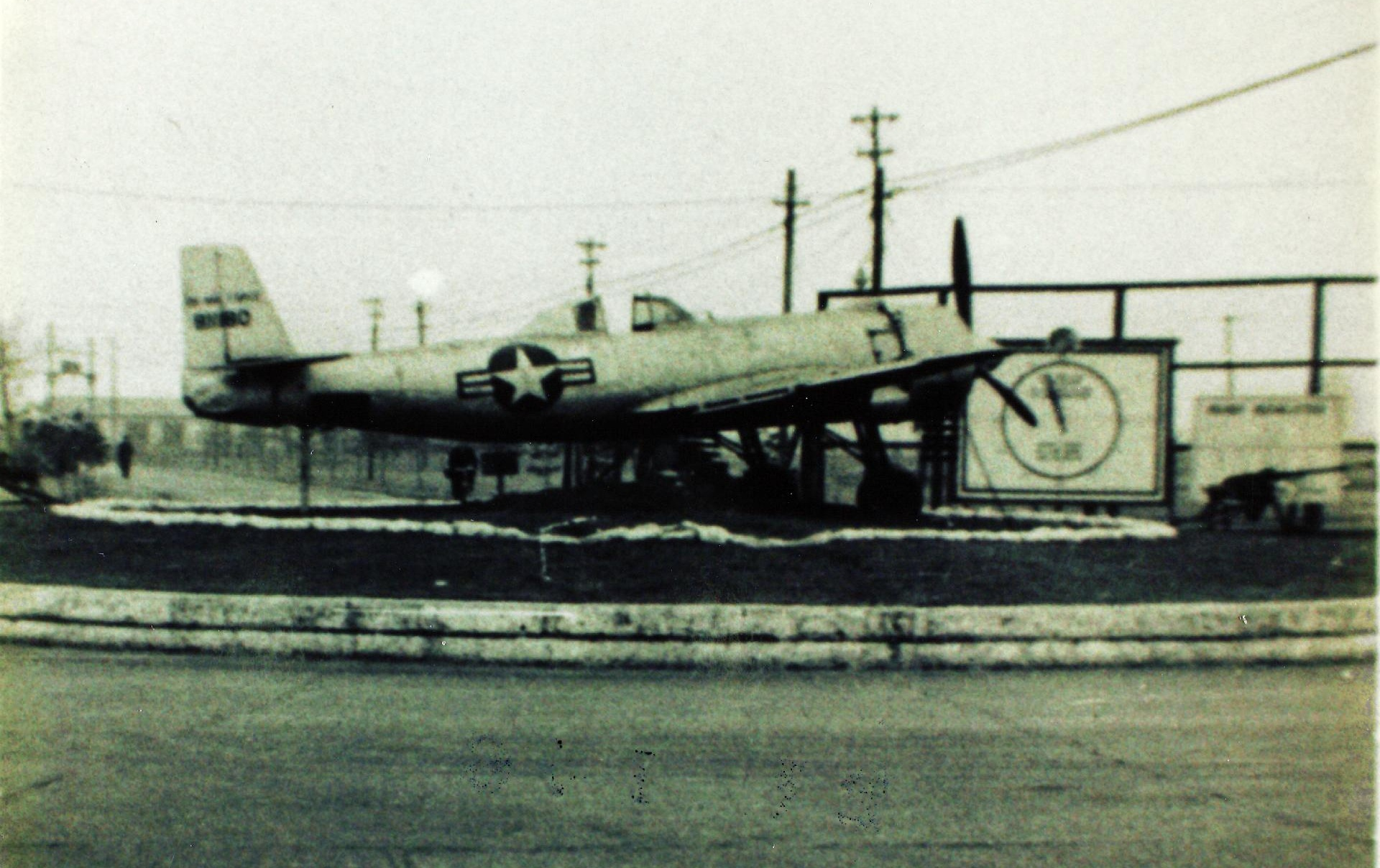
Un Ki-115 avec des marques américaines sur la base aérienne américaine de Yokota.

Un exemplaire démonté du Ki-115 se trouve au bâtiment Garber du musée national de l'air et de l'espace. Un autre servait de « gardien de la porte » de la base aérienne américaine de Yokota, avant d'être transféré dans un musée japonais.

## Variantes
- Ki-115 Tsurugi: Avion suicide à un passager. Version produite ;
- Ki-230: Avion suicide à un passager. Version en développement, non produite[4].